# Любовь Советского Союза
«Любо́вь Сове́тского Сою́за» — российский художественный фильм 2024 года, снятый кинорежиссёрами Никитой Высоцким, Ильёй Лебедевым и Дмитрием Иосифовым. В центре сюжета — история любви между народной артисткой СССР Галиной Ковровой и драматургом Кириллом Тумановым. Главные роли в фильме исполнили Ангелина Стречина и Роман Васильев.
Выход фильма был приурочен ко Дню Октябрьской революции и состоялся 7 ноября 2024 года. Премьера расширенной версии состоялась 18 марта 2025 года в онлайн-кинотеатре Okko и 31 марта на «Первом канале».

## Сюжет
История начинается в 1929 году. Одиннадцатилетняя Галя Коврова проживает в Москве. Она знакомится с театральным деятелем Антоном Григорьевичем Евграфовым. Её мать, Клавдия Лактионова, работает артисткой театра. Галя с раннего детства исполняет небольшие роли в театральных постановках.
В 1938 году Галина Коврова становится известной актрисой советского кинематографа после выхода фильма «Анюта». Она также продолжала исполнять роли в Московском драматическом театре. В это время её мать увольняют из театра и вызывают на допрос в НКВД из-за связи с Евграфовым, признанным «врагом народа». Галина вступает в брак с лётчиком-испытателем Анатолием Ковровым, героем Советского Союза.
На премьере спектакля Московского драматического театра «Дворянское гнездо» Галина вне сцены получает известие о гибели лётчика во время боевого вылета. Эта новость оказывает негативное влияние на её психоэмоциональное состояние, и она теряет сознание на сцене. Через год, в 1940 году, Галина знакомится с драматургом Кириллом Сергеевичем Тумановым, за которого выходит замуж. Вместе с Арсеньевым и Тумановым Галина становится лауреатом Сталинской премии III степени за спектакль «Если завтра в поход».
С началом Великой Отечественной войны в 1941 году, во время отдыха в Гаграх, Галина и Кирилл получают известие о начале военных действий. Кирилл отправляется на фронт, а Галина эвакуируется. Перед её эвакуацией Кирилл, временно вернувшись с фронта, оставляет на крыле самолёта подпись «Жди меня». В радиовыступлении он читает стихотворение «Жди меня, и я вернусь…». Галина оказывается в московском госпитале, где лечится от тифа после задержания НКВД по запросу Ташкентской милиции.
В 1942 году Галина возвращается домой и встречает Кирилла. Поняв, что он не может остаться с ней, тот покидает её. В финале фильма Галина и Кирилл воссоединяются.

## В ролях
- Ангелина Стречина — Галина Коврова
- Роман Васильев — Кирилл Туманов
- Кирилл Кузнецов — Анатолий Ковров
- Роман Мадянов — Николай Кононыхин
- Александр Устюгов — Иосиф Сталин
- Игорь Петренко — Константин Павловский
- Алёна Бабенко — Клавдия Лактионова
- Софья Эрнст — Любовь Соколова
- Ангелина Поплавская — Таисия Аграновская
- Владимир Виноградов — Михаил Арсеньев
- Максим Керин — Михаил Могилёвский
- Антон Момот — Валерий Костецкий
- Светлана Смирнова-Кацагаджиева — Надежда
- Елена Муравьёва — Наталья
- Илья Шакунов — Берг
- Екатерина Стеблина — Зинаида Сазонтьева
- Алексей Варущенко — Алексей Корзун
- Фёдор Федотов — Павел Шпигель
- Сергей Жарков — Грачёв
- Олег Абалян — Лаврентий Берия
- Леван Мсхиладзе — Антон Евграфов
- Максим Блинов — Мурзин
- Дмитрий Гирев — Барзин
- Максим Литовченко — Шарафутдинов
- Даниил Кокин — Косоротов
- Александр Манько — милиционер на станции «Казахшахты»
- Артём Ешкин — Тимошкин
- Давид Сократян — Данияр
- Александр Безруков — Геннадий Андреевич
- Елена Морозова — Самарра
- Олег Тополянский — Григорий Седельников
- Василий Щипицын — Семенюк
- Галина Бокашевская — Татьяна Тимофеевна
- Денис Синявский — Панков
- Константин Милованов — Демьяныч
- Роман Агеев — Заварзин
- Артём Губин — Сергей
- Наталья Унгард — делопроизводитель ЗАГСа
- Сергей Новосад — сержант западного фронта
- Александр Кудренко — Александр Михеев
- Святослав Насташевский — Николай Погодин
- Игорь Опарин — капитан КПП на Белорусском вокзале
- Валентина Ведерникова — Софья Потоцкая
- Александр Взметнев — Андрей Панкратов
- Янина Соколовская — Марина Симонова
- Анастасия Богатырёва — Любовь Андреева
- Антон Сёмкин — военный на параде физкультурников
- Юрий Цокуров — Сергей Конев
- Владимир Маслаков — кинорежиссёр-орденоносец
- Агриппина Стеклова — Елена Никандровна
- Михаил Горевой — Герард Коновалов
- Денис Нурулин — Саша Русаков
- Евгений Баранов — фельдшер
- Татьяна Рыбинец — костюмерша
- Василий Неверов — Козик
- Никита Григорьев — Никита
- Олег Курлов — Александр Фадеев
- Иван Стебунов — Лев Мехлис
- Денис Кутузов — Александр Поскребышев
- Павел Исайкин — Климент Ворошилов
- Сергей Тишин — Вячеслав Молотов
- Самвел Джалалян — Анастас Микоян
- Дмитрий Язов — Михаил Калинин
- Евгений Терентьев — старший наряда НКВ
- Антон Афанасьев — старший наряда НКВ

## Производство
Съёмки фильма начались 27 июля 2022 года. Фильм снимался в Москве, Санкт-Петербурге, Калужской области, Республике Карелия, Абхазии и Узбекистане. По словам генерального продюсера Константина Эрнста, образы главных героев, Галины Ковровой и Кирилла Туманова, основаны на актрисе Валентине Серовой и писателе Константине Симонове.
Один из генеральных продюсеров Анатолий Максимов заявлял, что «фильм хоть и о любви, но это не мелодрама, а история времени, рассказанная через историю чувства». Модель автомобиля Mercedes-Benz 500K, не запущенная в производство после разработки в 1935 году, была воссоздана на основе сохранившихся чертежей.
Исполнительница главной роли Ангелина Стречина охарактеризовала своего персонажа как «своенравную, упрямую девушку, которая знает, чего хочет» и «бесстрашного человека, любящего жить во всех проявлениях жизни»:

Моя героиня — своенравная, упрямая девушка, которая знает, чего хочет. И, возможно, поэтому ей открываются все двери. Максимально бесстрашный человек, ничего не боится. Просто любит жить, любит жизнь во всех её проявлениях… Есть люди, у которых своей энергии в избытке, они её излучают на всех вокруг. Галина как раз такая. У нее хватает сил на всё: и на театр, и на кино, и на людей. Она — как огромная сияющая звезда.
— Ангелина Стречина
Предпремьерный показ фильма состоялся 5 ноября 2024 года в московском кинотеатре «Октябрь». Во всероссийский прокат фильм вышел 7 ноября 2024 года. Фильм собрал в прокате 650 млн рублей при бюджете в 450 млн.

## Восприятие

### Критика
Рецензент интернет-портала «Фильм.ру» Настасья Горбачевская дала фильму среднюю оценку, назвав его «почти трёхчасовым тизером высокобюджетного сериала». По её мнению, «Любовь Советского Союза» выглядит как «официальный ответ „Мастеру и Маргарите“ Михаила Локшина», отметив, что «если экранизация романа Булгакова через фантасмагорическую действительность альтернативных 30-х пыталась говорить о реальном климате эпохи и делала литературных персонажей живыми людьми, то псевдобиографическая картина приближает реальных личностей к изображениям на открытках, воспевающих всё хорошее и борющихся со всем плохим».
Лидия Маслова («Фонтанка.ру») отметила наличие в фильме «богато разукрашенных девичьих фантазий и дамских грёз о том, как здорово быть молодой миловидной кинозвездой, девушкой мечты бравого лётчика, Героя Советского Союза, который будет её катать то на кабриолете ЗИС, а то и на своём самолёте, пролетев под мостом где-то возле Кремля на манер легендарного Валерия Чкалова».
Кинокритик «Ленты.ру» Ярослав Забалуев негативно оценил фильм, назвав его «помпезной и пустой картиной, ровным счётом ничего не сообщающей ни об эпохе, ни о своих героях». По утверждению Юлии Шагельман («Коммерсантъ»), фильм «продолжает диковинную традицию нового российского кино делать из одного материала одновременно полный метр и сериал» и «кажется просто нарезкой из грядущей восьмисерийной версии».

### Награды и номинации
| Награды и номинации        | Награды и номинации                                                      | Награды и номинации                          | Награды и номинации |
| Награда                    | Категория                                                                | Номинант                                     | Результат           |
| -------------------------- | ------------------------------------------------------------------------ | -------------------------------------------- | ------------------- |
| Мост                       | «ЗначиМОСТь» за любовь к прошлому, веру в настоящее и надежду на будущее | Никита Высоцкий Илья Лебедев                 | Победа              |
| Золотой орёл               | Лучший игровой фильм                                                     | «Любовь Советского Союза»                    | Номинация           |
| Золотой орёл               | Лучшая режиссёрская работа                                               | Никита Высоцкий Илья Лебедев Дмитрий Иосифов | Номинация           |
| Золотой орёл               | Лучший сценарий                                                          | Сергей Снежкин                               | Победа              |
| Золотой орёл               | Лучшая женская роль в кино                                               | Ангелина Стречина                            | Номинация           |
| Золотой орёл               | Лучшая мужская роль в кино                                               | Роман Васильев                               | Номинация           |
| Золотой орёл               | Лучшая женская роль второго плана                                        | Алёна Бабенко                                | Номинация           |
| Золотой орёл               | Лучшая мужская роль второго плана                                        | Роман Мадянов                                | Победа              |
| Золотой орёл               | Лучшая операторская работа                                               | Максим Шинкоренко                            | Победа              |
| Золотой орёл               | Лучшая работа художника-постановщика                                     | Павел Пархоменко Леонид Кипнис               | Номинация           |
| Золотой орёл               | Лучшая работа художника по костюмам                                      | Екатерина Шапкайц Светлана Москвина          | Победа              |
| Золотой орёл               | Лучшая музыка к фильму                                                   | Виталий Окороков Дмитрий Емельянов           | Победа              |
| Золотой орёл               | Лучший монтаж фильма                                                     | Илья Лебедев Игорь Литонинский               | Номинация           |
| Золотой орёл               | Лучшая работа звукорежиссёра                                             | Студия «Атмосфера»                           | Номинация           |
| Золотой орёл               | Лучшие визуальные эффекты                                                | Online VFX Studio                            | Номинация           |
| Ника                       | Лучшая мужская роль второго плана                                        | Роман Мадянов                                | Победа              |
| Ника                       | Лучшая работа звукорежиссёра                                             | Павел Дореули Павел Стасенко                 | Номинация           |
| Гильдия кастинг-директоров | Лучший актёрский ансамбль художественного фильма                         | Анна Кеворкова                               | Номинация           |
| Гильдия кастинг-директоров | Лучшая женская роль                                                      | Ангелина Стречина                            | Номинация           |
| Белый квадрат              | Лучший кинооператор года                                                 | Максим Шинкоренко                            | Номинация           |